# Girl's Best Friend
Girl's Best Friend è un singolo del rapper statunitense Jay-Z, pubblicato il 9 agosto del 1999 per la colonna sonora del film Da ladro a poliziotto e in seguito inserito nel quarto album di Jay-Z, Vol. 3... Life and Times of S. Carter, come traccia fantasma. La canzone, prodotta da Swizz Beatz, è distribuita da Def Jam e Roc-A-Fella.

## Tracce

### CD
1. Girl's Best Friend (Radio Version) - 3:26
2. Girl's Best Friend (LP Version) - 3:59
3. Girl's Best Friend (Instrumental) - 4:08
4. I Love You Goes For - 3:41

### Vinile
Lato A
1. Girl's Best Friend
2. Girl's Best Friend (Radio Version)

Lato B
1. I Put You On
2. While You Were Gone

## Classifiche

### Classifiche settimanali
| Classifica (1999)        | Posizione massima |
| ------------------------ | ----------------- |
| Stati Uniti              | 52                |
| US Hot R&B/Hip-Hop Songs | 19                |
| US Radio Songs           | 44                |
| US R&B/Hip-Hop Airplay   | 12                |
| US Rhytmic               | 22                |